# Erdenemandal
Erdenemandal (del mongol: Эрдэнэмандал [Erdenemandal]) es un pequeño pueblo localidazo a unos 117 kilómetros de la capital del aymag Tsetserleg, siendo también uno de los sums de dicha provincia.
Existe en el asentamiento una pequeña oficina postal con teléfono, al igual que una pequeña zona comercial, en los que se pueden adquirir suministros básicos. Están disponibles diversas clases de combustible, gasolina y gasoil, aunque no de forma constante. Es por ello que esta zona puede quedarse sin suministro de carburantes durante días.
Durante los inviernos mongoles, los nómadas llegan a reubicarse a las afueras de Erdenemandal, acampando con sus yurtas como una forma de protegerse de la nieve y del viento.